# Libelo de sangre de Rodas
El libelo de sangre de Rodas tuvo lugar en 1840, cuando la comunidad ortodoxa griega acusó a los judíos de la isla de Rodas (en ese entonces parte del Imperio otomano) del asesinato ritual de un muchacho cristiano que desapareció en febrero de ese año. En un primer momento, la acusación obtuvo el apoyo de los cónsules de varios países europeos, incluyendo el Reino Unido, el Imperio austríaco, Francia, Suecia y Grecia. En especial, el gobernador de Rodas rompió la larga tradición de los gobiernos otomanos (que habían protegido previamente a los judíos de los libelos de sangre) y apoyó la acusación de asesinato ritual. Poco después, varios judíos fueron arrestados, algunos de los cuales hicieron confesiones falsas bajo tortura. Todo el barrio judío fue bloqueado doce días.
Los judíos de Rodas apelaron a la ayuda de la comunidad judía en Constantinopla, la que remitió la demanda a los gobiernos europeos. En el Reino Unido y el Imperio austríaco, las comunidades judías obtuvieron el apoyo de sus gobiernos y estos enviaron despachos oficiales a sus embajadores en Constantinopla en los que condenaban de manera inequívoca el libelo de sangre. Así, se generó un consenso favorable a los judíos en el seno del cuerpo diplomático europeo. Además, el gobernador de Rodas se mostró incapaz de lograr una conclusión formal del incidente y solicitó instrucciones al gobierno central, que inició una investigación sobre el asunto. En julio de 1840, la investigación formal estableció la inocencia de los judíos. Finalmente, en noviembre de ese mismo año, el sultán otomano emitió un decreto (firman) que denunciaba el libelo de sangre.

## Antecedentes

### Comunidad judía
La existencia de la comunidad judía en Rodas fue documentada por primera vez hacia inicios del período helenístico. En un decreto romano fechado en 142 a. C., Rodas figura entre las áreas notificadas de la renovación del pacto de amistad entre el Senado romano y la nación judía. Los judíos de Rodas son mencionados en documentos de la época de la conquista árabe de la isla en el siglo VII. En el siglo XII, Benjamín de Tudela encontró unos 400 judíos en la ciudad de Rodas. En 1481 y 1482, unos terremotos destruyeron el barrio judío, de forma que solo 22 familias permanecieron en la ciudad. Tras una epidemia de peste bubónica en 1498-1500, los Caballeros Hospitalarios, que gobernaban la isla en esa época, expulsaron al resto de judíos que no había sido bautizado. En las siguientes dos décadas, los Hospitalarios capturaron entre 2000 y 3000 judíos, los llevaron a la isla y los mantuvieron como esclavos para trabajar en la construcción de fortificaciones.
En 1522, estos judíos cautivos ayudaron a los otomanos a apoderarse de Rodas. Bajo el gobierno otomano, Rodas se convirtió en un importante centro sefardí, hogar de muchos rabinos famosos. En el siglo XIX, los judíos más ricos eran comerciantes de ropa, seda, azufre y resina; mientras que el resto eran tenderos, artesanos, vendedores ambulantes y pescadores. La comunidad era gobernada por un consejo de siete funcionarios. Las fuentes sitúan el número de judíos durante el siglo XIX entre 2000 y 4000.

### Libelo de sangre contra los judíos en el Imperio otomano

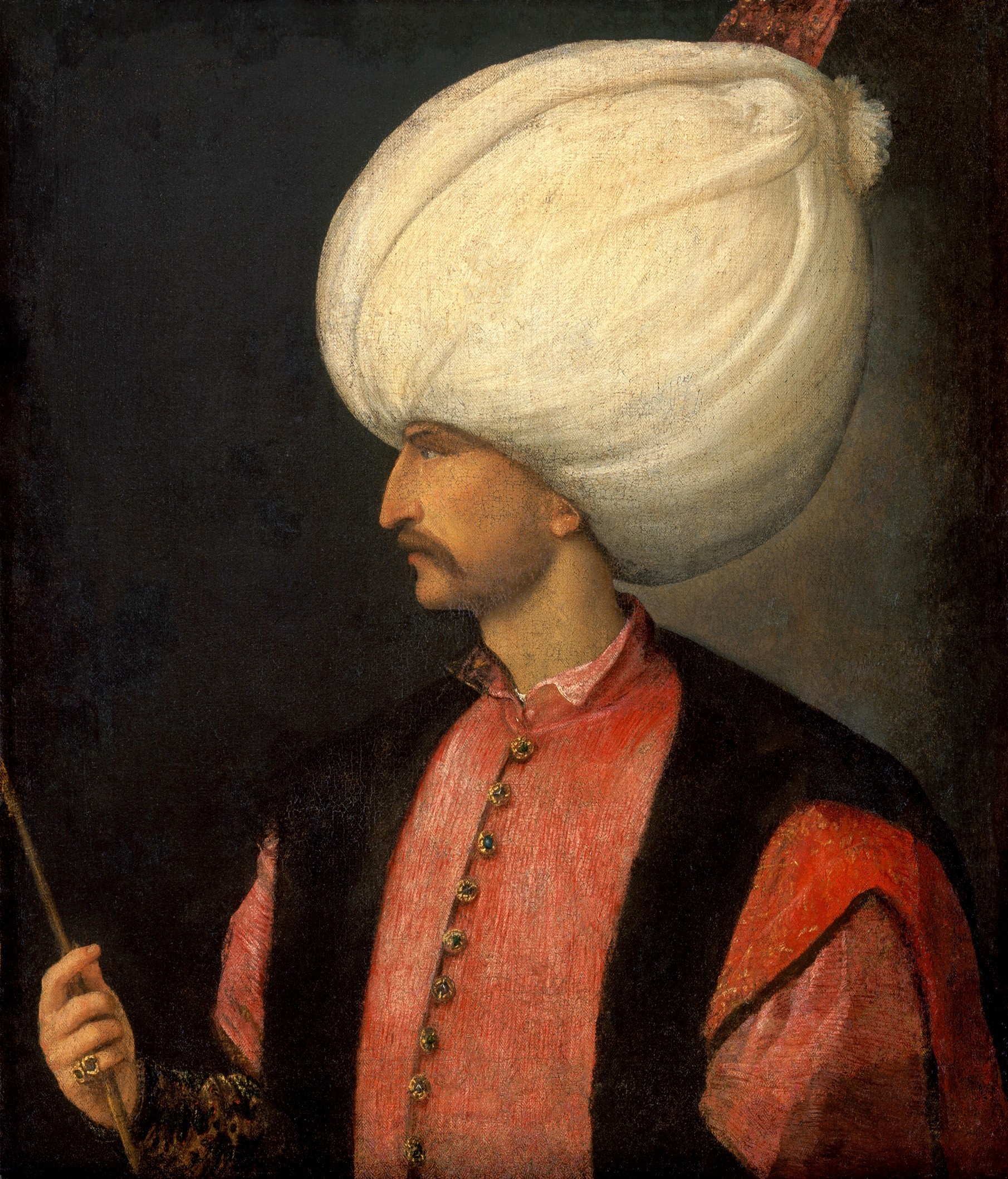
Solimán el Magnífico había denunciado el libelo de sangre en el Imperio otomano en el, pero estos se hicieron más comunes cuando la influencia cristiana se incrementó en los años 1800.

El libelo de sangre se originó en Inglaterra en 1144, con el caso de Guillermo de Norwich. La acusación de que los judíos usaban sangre de niños cristianos para preparar matzohs para el Pésaj se convirtió en un elemento básico del antisemitismo cristiano de la Edad Media, con un total de 150 imputaciones registradas. Con el fortalecimiento de los procedimientos que exigían la presentación de evidencias en los casos legales, el número de acusaciones comenzó a disminuir y pocos casos de libelos de sangre llegaron a las cortes europeas después de 1772; sin embargo, algunas denuncias de asesinatos rituales surgieron tan tarde como en el siglo XIX.
En el Medio Oriente, el libelo de sangre estaba profundamente arraigado en la conciencia de las comunidades cristianas. Los libelos de sangre fueron comunes en el Imperio bizantino y, después de la conquista otomana, las acusaciones de asesinato ritual se originaron casi siempre en el interior de las comunidades griegas. La primera aparición de un libelo de sangre bajo el gobierno otomano tuvo lugar durante el reinado de Mehmed II. Posteriormente, las acusaciones de asesinato ritual fueron esporádicas y, usualmente, condenadas por las autoridades otomanas. En el siglo XVI, el sultán Solimán el Magnífico emitió un firman, en donde denunciaba los libelos de sangre contra los judíos.
La situación cambió con el incremento de la influencia cristiana en el Imperio otomano y el declive concomitante de la posición de los judíos. La proclama Hatt-i Sharif de Gülhane, emitida por el sultán en 1839, marcó el comienzo de una era de reformas liberales conocida como Tanzimat. Como resultado, la condición de los cristianos mejoró y el poder de las autoridades para proteger a los judíos se vio socavado. Antes de 1840, se presentaron casos de libelos de sangre en Alepo en 1810 y en Antioquía de Orontes en 1826.
Simultáneamente al libelo de sangre de Rodas, se llevaba a cabo en Damasco otro caso mucho más famoso (dado a conocer como el affair de Damasco), mientras la ciudad se encontraba bajo el breve gobierno de Mehmet Alí. El 5 de febrero de 1840, el fraile capuchino Tomás y su sirviente Ibrahim Amara desaparecieron y los judíos de Damasco fueron acusados de asesinarlos y recoger su sangre para preparar  matzohs para el Pésaj. La comunidad cristiana local, el gobernador y el cónsul francés, quien recibió total respaldo de París, siguieron activamente la acusación de asesinato ritual. Los judíos procesados fueron torturados y algunos de ellos confesaron haber asesinado al padre Tomás y a su sirviente. Sus testimonios fueron usados por los acusadores como prueba irrefutable de su culpabilidad. El caso obtuvo atención internacional y despertó protestas activas de la diáspora judía europea.

## Acusación

### Desaparición
El 17 de febrero de 1840, un muchacho de una familia griega ortodoxa de Rodas salió a caminar y no regresó. Al día siguiente, su madre informó de su desaparición a las autoridades otomanas. El gobernador de la isla, Yusuf Pashá, ordenó una búsqueda; sin embargo, la investigación de varios días resultó infructuosa. Los cónsules europeos presionaron al gobernador para que resolviera el caso: la familia del muchacho era cristiana, aunque no contaba con protección extranjera. Mientras tanto, la población griega cristiana de Rodas no tenía dudas de que el muchacho había sido asesinado por los judíos con fines rituales. Un testigo declaró que «se creía firmemente que el muchacho en cuestión estaba destinado a ser sacrificado por los judíos. Toda la isla estaba agitada de un extremo al otro». La certeza de los vecinos cristianos impresionó a las autoridades locales, quienes comenzaron a registrar el barrio judío, nuevamente, en vano.

### Arrestos, interrogaciones y tortura
Varios días después, dos mujeres griegas informaron haber visto al muchacho caminando hacia la ciudad de Rodas acompañado por cuatro judíos. Las mujeres manifestaron que uno de los judíos era Eliakim Stamboli, quien fue arrestado, interrogado y sujeto a quinientos golpes de bastinado. El 23 de febrero, Stamboli fue interrogado nuevamente y torturado en presencia de muchos dignatarios, incluyendo el gobernador, el cadí (juez musulmán), el arzobispo griego y cónsules europeos. Los judíos de Rodas sostuvieron que Stamboli fue «cargado con cadenas, se le infligieron muchos azotes y alambres al rojo vivo fueron colocados a través de su nariz, quemando sus huesos cuando fueron aplicados a su cabeza y una piedra muy pesada fue colocada sobre su pecho, de tal manera fue reducido hasta el punto de muerte». Bajo tortura, Stamboli confesó el cargo de asesinato ritual e incriminó a otros judíos, abriendo la puerta a posteriores arrestos. Una media docena de judíos fueron acusados del crimen y seguidamente torturados, mientras el rabino fue interrogado intensamente sobre si los judíos practicaban o no asesinatos rituales.

### Bloqueo
A instancias del clero griego y de los cónsules europeos, el gobernador Yusuf Pashá bloqueó el barrio judío en la víspera de Purim y arrestó a Jacob Israel, el rabino. Los habitantes no podían obtener comida ni agua fresca. Los judíos frustraron un intento subversivo de contrabandear un cadáver al interior de su barrio. En general, las autoridades musulmanas no estaban dispuestas a mantener la acusación de asesinato ritual contra los judíos. El funcionario musulmán a cargo del bloqueo fue encontrado contrabandeando pan a los residentes aprisionados; por insistencia del cónsul británico, fue bastinado y destituido. El cadí simpatizaba abiertamente con los judíos. A fines de febrero, inició las audiencias del caso: las evidencias presentadas fueron declaradas insuficientes para condenar a los procesados. 
Por su parte, el gobernador se negó a levantar el bloqueo del barrio judío, aunque pareció vacilar un poco. A inicios de marzo, solicitó instrucciones a Constantinopla. Tras un bloqueo de doce días, el gobernador fue forzado a levantarlo por un funcionario del Tesoro que pasaba por la isla en una visita de inspección. En ese momento, los judíos pensaron que el asunto había terminado y «dieron gracias al Todopoderoso por su liberación».

### Influencia del affair de Damasco
El alivio se desvaneció a inicios de marzo por las noticias del affair de Damasco. Noticias de que los judíos de Damasco habían confesado haber asesinado al padre Tomás reforzaron la creencia de la comunidad cristiana sobre la acusación de asesinato ritual. El cónsul británico informó que «los griegos dijeron en voz alta que no se les había concedido justicia y que el rabino y los jefes debían haber sido encarcelados [...] Para mantener a la población tranquila [...] se decidió que estos debían ser arrestados». Ocho judíos fueron aprehendidos, incluyendo el rabino y David Mizrahi, quienes fueron torturados siendo colgados de ganchos en el techo ante la presencia de los cónsules europeos. Mizrahi perdió el conocimiento después de seis horas, mientras el rabino fue mantenido allí por dos días hasta que sufrió una hemorragia; sin embargo, ninguno de ellos confesó y fueron liberados tras varios días. Los otros seis judíos permanecieron en prisión a inicios de abril.

### Participación consular
Los vicecónsules europeos en Rodas compartieron la creencia sobre la acusación de asesinato ritual; así, desempeñaron un papel central en la investigación, con la participación del cónsul británico J. G. Wilkinson y E. Masse de Suecia. Durante el interrogatorio del rabino, Wilkinson preguntó en referencia a la decisión del cadí de desechar el caso: «¿Qué significa la sentencia del Mollah para nosotros después de lo sucedido en Damasco y que está probado que, según el Talmud, la sangre cristiana debe ser usada para preparar su pan para el Pésaj?». Los cónsules también estuvieron presentes durante gran parte de la tortura. Cuando el rabino, un ciudadano austríaco, fue torturado, apeló al vicecónsul austríaco Anton Giuliani, quien replicó «¿Qué rabino? ¿De qué se queja? Todavía no están muertos».
Algunos judíos habitantes de Rodas acusaron a los cónsules de una conspiración para explotar el caso con la intención de eliminar a Elías Kalimati, un judío local que representaba los intereses comerciales de Joel Davis, un empresario judío de Londres. Davis había incrementado rápidamente su participación en las redituables exportaciones de esponja de la isla y era un rival comercial importante de los cónsules europeos; sin embargo, Elías Kalimati no estuvo entre las personas apresadas por el caso, con lo cual se puso en duda ese argumento. Otras fuentes judías afirmaron que «los cónsules declararon abiertamente [...] su propósito de exterminar a los judíos de Rodas u obligarlos a cambiar de religión».

## Participación diplomática europea

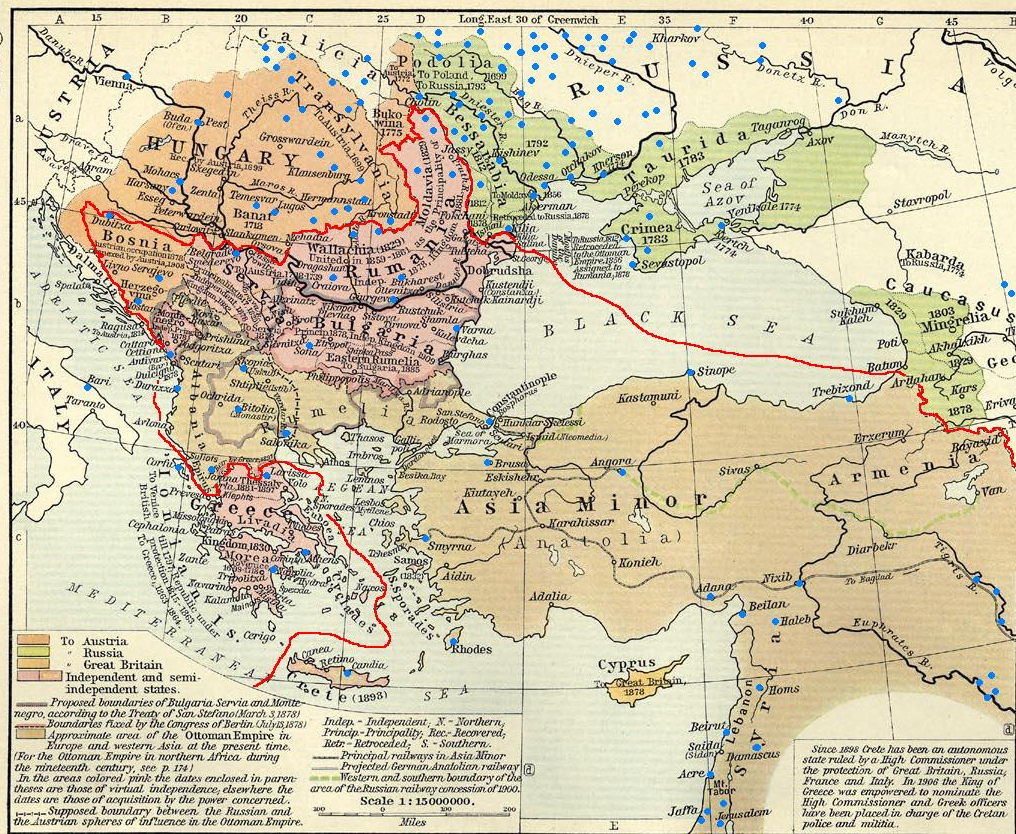
Mapa del sureste de Europa y el Levante mediterráneo que muestra la extensión del Imperio otomano en 1840 (línea roja); mientras que las comunidades judías están representadas en azul.

Durante los primeros días del bloqueo, alguien logró contrabandear una carta fuera del barrio judío dirigida a sus líderes en Constantinopla. No fue hasta el 27 de marzo que los líderes de la comunidad judía en la capital otomana reenviaron el mensaje a la familia Rothschild, junto con un llamamiento similar de ayuda para los judíos de Damasco. A estos documentos, los líderes adjuntaron su propia declaración en la cual pusieron en duda su capacidad de influenciar en el sultán.

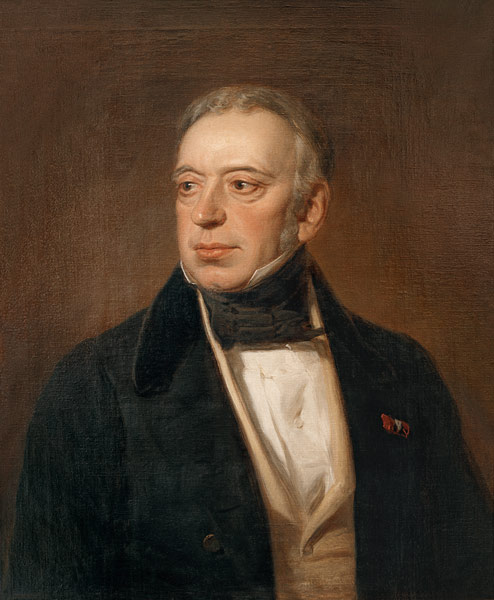
Salomon Mayer Rothschild.

La intervención de los Rothschild rindió frutos más rápidamente en el Imperio austríaco. Salomon Mayer Rothschild, director del banco de la familia Rothschild en Viena, desempeñó un papel clave en la obtención de financiamiento para el Imperio austríaco y mantuvo una estrecha relación con el canciller austriaco Klemens von Metternich. El 10 de abril, Metternich envió instrucciones relacionadas con los casos de Damasco y Rodas a Bartolomäus von Stürmer, embajador en Constantinopla, y a Anton von Laurin, cónsul en Alejandría. En su despacho, Metternich escribió: «La acusación de que los cristianos son asesinados deliberadamente por una fiesta de Pésaj sedienta de sangre es, por su naturaleza, absurda». En cuanto al caso de Rodas, el Canciller instruyó a Stürmer en «hacer un guiño al régimen turco, para que instruyera al pashá de Rodas en consecuencia, y dejar saber a [nuestro] vicecónsul en Rodas que en tales casos debería trabajar en el espíritu de una mediación sensible». Von Stürmer respondió que «no ha habido persecuciones contra la población judía, al menos no de parte de las autoridades».
En el Reino Unido, a la comunidad judía le tomó más tiempo reaccionar a los pedidos de ayuda de Rodas y Damasco. La Junta de Diputados de los Judíos Británicos acordó el 21 de abril discutir sobre los libelos de sangre: resolvieron solicitar a los gobiernos británico, austríaco y francés que intercedieran ante el gobierno otomano para que detuviera las persecuciones. La resolución que condenaba las acusaciones de asesinato ritual fue publicada como un anuncio pagado en 35 periódicos británicos; apareció dos veces en los periódicos más importantes. El 30 de abril, una delegación electa por la junta se reunió con el secretario de Asuntos Exteriores Lord Palmerston, quien llamó al libelo de sangre una «calumnia» y prometió que «la influencia del gobierno británico debía ser ejercida para poner fin a [las] atrocidades». En su despacho del 5 de mayo, el secretario de Asuntos Exteriores le dijo a Lord Ponsonby, embajador británico en Constantinopla, que comunicara el material sobre el caso de Rodas al gobierno otomano «de manera oficial y por escrito», así como «solicitar que se realizara [...] una investigación inmediata y estricta [...] especialmente sobre la acusación de que estas atrocidades fueron cometidas por instigación de los cristianos y los cónsules europeos».
Se formó un consenso al interior de la comunidad diplomática europea en Constantinopla de que la persecución de los judíos acusados debía ser detenida. Esta opinión fue sostenida no solo por Lord Ponsonby, sino también por von Stürmer, cuya correspondencia reveló que no estaba del todo convencido de la inocencia de los judíos. Además, compartieron esta opinión el embajador francés Edouard Pontois, cuyo gobierno se mantuvo del lado de los cónsules franceses que apoyaban los libelos de sangre en Rodas y Damasco, y el embajador de Prusia Hans von Königsmark. En consecuencia, el camino quedó abierto para Lord Ponsonby, de lejos el diplomático más poderoso en Constantinopla, para intervenir sin oposición en nombre de los judíos de Rodas.

## Investigación y juicio

### Intervención del gobierno otomano
En respuesta a la solicitud de Yusuf Pashá, el gobierno otomano envió instrucciones a Rodas, las cuales llegaron a fines de abril. El gobierno creó una comisión oficial encargada de la investigación, ante la cual se ordenó que los representantes de las comunidades judía y griega presentaran sus evidencias. A mediados de mayo, el gobierno envió órdenes para liberar a los seis prisioneros judíos restantes. El 21 de mayo, fueron llamados ceremoniosamente ante la corte (shura) y fueron liberados en virtud de las garantías proporcionadas por los ancianos de la comunidad judía.
Los cristianos respondieron a estas acciones del gobierno central con una renovada oleada de furia contra los judíos, por lo que a fines de mayo la violencia estaba en el aire. Los judíos describieron muchos casos en los cuales fueron asaltados o golpeados por griegos y los hijos de los cónsules británico y griego estaban entre quienes golpearon a varios judíos. Cuando los judíos se quejaron al gobernador, este ordenó que los querellantes recibieran de 400 a 500 bastinados. El cadí se desvinculó de las acciones del gobernador, quien declaró que había actuado de acuerdo a las demandas de los cónsules. Además, el gobernador ordenó que otros cinco judíos fueran arrestados.

### Absolución
Las delegaciones griega y judía de Rodas, cada una con cinco miembros, llegaron a Constantinopla el 10 de mayo. En la capital, se unieron a ellos el cadí, el cónsul francés y el vicecónsul austríaco. El 26 de mayo, la comisión de investigación celebró su primera sesión abierta presidida por Rifaat Bey. El cadí declaró que «todo el caso es producto del odio; [y] fue instigado solo por los cónsules inglés y austríaco». Los cónsules insistieron en la culpabilidad de los judíos y presentaron un testimonio escrito concurrente de sus colegas que permanecieron en Rodas.
El juicio se prolongó por dos meses más, pues el embajador británico insistió en sacar a la luz los hechos que implicaban al gobernador de Rodas en la tortura. Finalmente, el 21 de julio, se anunció el veredicto. En su primera parte, el resultado del juicio entre «la población griega de Rodas, el demandante, y la población judía, la parte demandada» fue una absolución. En su segunda parte, Yusuf Pashá fue destituido de su cargo como gobernador de Rodas porque «había permitido el empleo de procedimientos contra los judíos que no están autorizados de modo alguno por la ley y que fueron expresamente prohibidos por el Hatt-i Sharif el 3 de noviembre». El embajador británico alabó la investigación afirmando que «el caso de Rodas fue examinado con equidad» y calificó el veredicto como «una señal de prueba de la justicia y humanidad con la que actúa la Sublime Puerta».

### Firmandel sultán

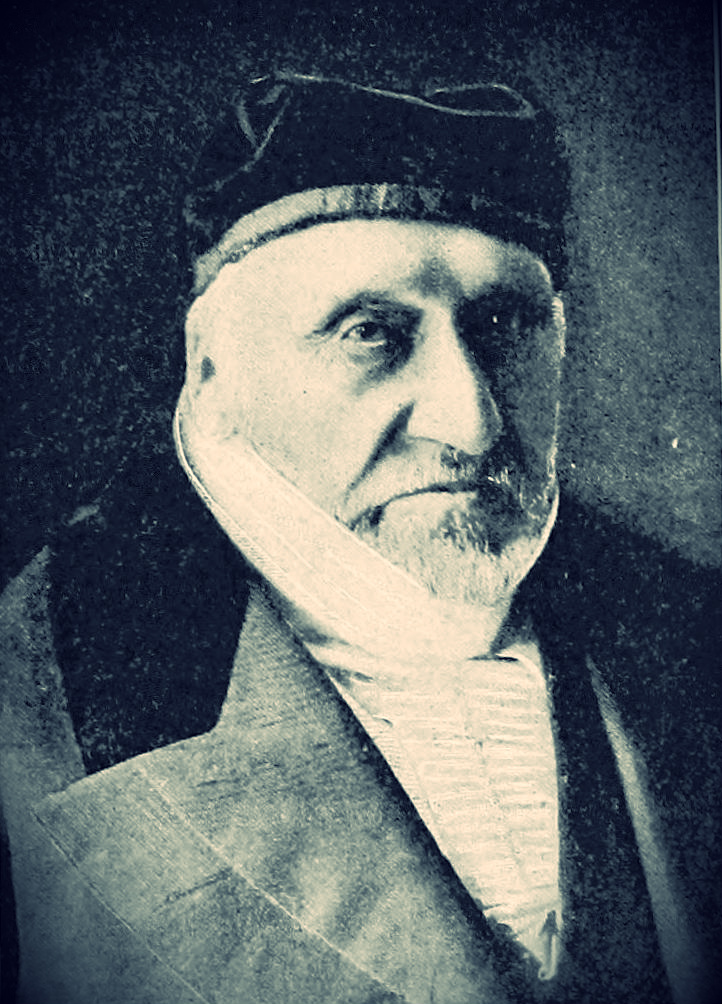
La audiencia de Moses Montefiore con el sultán llevó a la firma del decreto que denunciaba el libelo de sangre.

En julio de 1840, una delegación encabezada por Adolphe Crémieux y Sir Moses Montefiore marchó a Egipto para salvar a los judíos de Damasco. Crémieux y Montefiore solicitaron a Muhammad Ali trasladar la investigación a Alejandría o que el caso fuera considerado por jueces europeos; sin embargo, su petición fue denegada. La delegación, preocupada principalmente por la liberación de los judíos encarcelados de Damasco, decidió aceptar su liberación sin ningún tipo de declaración judicial sobre su inocencia o denuncia formal del libelo de sangre. La orden de liberación fue emitida el 28 de agosto de 1840 y, como un compromiso, establecía explícitamente que era un acto de justicia más que un indulto concedido por el gobernante.
Después de cumplir su misión con Muhammad Ali, Montefiore regresó a Europa vía Constantinopla. El 15 de octubre de 1840, mantuvo una reunión en la capital otomana con Lord Ponsonby, a quien Montefiore sugirió que tras el precedente sentado por Solimán el Magnífico, el sultán debía emitir un decreto (firman) que denunciara formalmente el libelo de sangre y sellara efectivamente los casos en Rodas y en Damasco. El embajador británico se mostró entusiasmado con la idea y en el plazo de una semana arregló una reunión entre Montefiore y Reshid Pasha. Montefiore preparó un borrador del firman e hizo leer su traducción al francés a Reshid Pashá, quien respondió alentadoramente.
La audiencia de Montefiore con el sultán tuvo lugar en el palacio al final de la tarde del 28 de octubre. Montefiore describió en su diario que, cuando él y su comitiva estaban dirigiéndose al palacio, «las calles estaban llenas; muchos judíos habían iluminado sus casas». Durante la audiencia, Montefiore leyó en voz alta una declaración formal en la cual agradecía al sultán por su posición en el caso de Rodas. A su vez, el sultán aseguró a sus invitados que su petición sería concedida. El firman fue entregado a Montefiore el 7 de noviembre y, posteriormente, una copia fue presentada al Jajam Bashi. Citando la sentencia en el caso de Rodas, el decreto estableció que un examen cuidadoso de las creencias y «libros religiosos» judíos había demostrado que «los cargos presentados en su contra [...] eran pura calumnia. La nación judía debe poseer los mismos privilegios que aquellos concedidos a las muchas otras naciones que se someten a nuestra autoridad. La nación judía debe ser protegida y defendida».